# Mike Lipskin
Mike Lipskin (* 1942 in New York City) ist ein US-amerikanischer Jazz- und Stride-Pianist und Sänger, der auch als Musikproduzent tätig war.

## Leben und Wirken
Mike Lipskin kam durch die Schallplatten seines Vaters mit der Musik Fats Wallers in Berührung, als er erst vier Jahre alt war. Als Jugendlicher ging er nach Harlem, wo er die Veteranen des Stride Piano wie Willie The Lion Smith, Luckey Roberts, Cliff Jackson und Donald Lambert hören konnte. 1970 nahm er sein Debütalbum California Here I Come  für Flying Dutchman Records auf.
Außerdem war er 13 Jahre als Musikproduzent für RCA Records in New York tätig; in dieser Zeit produzierte er Alben des Gil Evans Orchestra (...Plays the Music of Jimi Hendrix), Blue Mitchell, Cedar Walton, Lonnie Liston Smith, Roger Troy und Ryo Kawasaki. Ferner war er musikalischer Direktor und Musiker in der Konzertreihe Stride Summit in  San Franciscos Davies Symphony Hall und im Masonic Auditorium, zuletzt im August 2013. Er trat auch mit  Woody Allen und Dick Hyman in New York City auf und tourte durch europäische Länder, als er sein  bei Downtown Records erschienenes Album vorstellte. Lipskin trat in dem Dokumentarfilm A Great Day in Harlem auf und wirkte beim Buchprojekt The Great Jazz Day und einem TV-Dokumentarfilm über Willie The Lion Smith mit. Im Bereich des Jazz war er zwischen 1970 und 2008 an 12 Aufnahmesessions beteiligt, zuletzt mit Dick Hyman (Thinking About Bix).

## Diskographische Hinweise
- Harlem Stride Piano (Buskirk, 1982)
- Stride Piano Summit : Dick Hyman/Ralph Sutton/Jay McShann/Mike Lipskin/Sweets Edison (Milestone, 1990)